# Valescourt
Valescourt település Franciaországban, Oise megyében. Lakosainak száma 298 fő (2022. január 1.). Valescourt Lieuvillers, Le Mesnil-sur-Bulles, Nourard-le-Franc, Le Plessier-sur-Saint-Just, Saint-Just-en-Chaussée és Saint-Remy-en-l’Eau községekkel határos.

## Népesség
A település népessége az elmúlt években az alábbi módon változott:
| Lakosok száma | 273  | 284  | 292  | 291  | 295  | 301  | 300  | 299  | 298  |
|               | 2013 | 2015 | 2016 | 2017 | 2018 | 2019 | 2020 | 2021 | 2022 |